# Квебекский жестовый язык
Квебекский жестовый язык, или КЖЯ (фр. Langue des signes québécoise (LSQ), также Langue des Signes, Langue des Signes du Québec, Langue Signe Quebecars, LSQ, Quebec Sign Language, Québécoise) — жестовый язык, который распространён в провинции Квебек, в городе Оттава, в городе Батерст провинции Нью-Брансуик, в городе Ванкувер провинции Британская Колумбия и в городе Эдмонтон провинции Альберта в Канаде. Большинство носителей квебекского жестового языка живут в Квебеке, но незначительное число разбросаны по крупным городам и остальным частям страны.
Хотя в англофонных регионах Квебека используется амслен, дети редко владеют одновременно и им, и КЖЯ, за исключением города Монреаля, где связь между общинами сильнее.
Заседания Палаты общин при трансляции по телевидению снабжают переводом на КЖЯ.